# 马千里
马千里（1885年—1930年），名仁声，字千里，男，祖籍浙江绍兴，生于天津，中国教育家。曾任河北省立第一中学校校长。